# Randal Kleiser
Randal Kleiser (Filadelfia, lo 20 de julio de 1946) es un director, actor y productor de cine estadounidense. Se le conoce por haber dirigido la película Grease.

## Bíografía
Hijo de John Raymond y de Harriet Kelly Kleiser, tiene un hermano llamado Jeffrey Kleiser. A los 10 años Randal quedó fascinado por la película Los diez mandamientos (1956), y desde entonces quiso hacer carrera en el cine. Para ello se volvió estudiante en la Universidad de Sur de California, donde compartió una habitación con George Lucas y apareció en su película de estudiante Libertad (1966). En 1968 dejó sus estudios en la Universidad.
El cortometraje Peege (1973) lanzó su carrera profesional. En 1974 ingresó en la Asociación de Directores (DGA). Adicionalmente entró de lleno en el mundo del cine, donde no perdió el contacto con George Lucas. La película más conocida y exitosa de Kleiser es Grease (1978) con John Travolta. Otras películas suyas conocidas son La laguna azul (1980) con Brooke Shields y la adaptación de la novela de Jack London Colmillo blanco (1991). Para él fue una cuestión personal  filmar la película It's My Party (1996), que trata sobre el sida. 
La filmografía de Randall Kleiser también incluye algunas pequeñas apariciones como actor como en el Circuito (2001) y Susan's Plan (1998). Además, él también es productor, principalmente para sus propias películas. En 1991 Kleiser produjo la película Regreso a la laguna azul, secuela de una de sus propias películas, y hasta el momento ha producido un total de 32 películas, la mayoría de ellas cortometrajes.
El hermano de Kleiser, Jeffrey Kleiser, es activo en la industria del cine como experto en efectos especiales. En calidad de tal ha participado en películas como Tron (1982) Carrie 2: La ira (1999) y X-Men: The Last Stand (2006).
Kleiser es abiertamente gay.

## Filmografía (Selección)

### Director
- 1973: Peege (cortometraje)
- 1976: The Boy in the Plastic Bubble
- 1978: Grease
- 1980: La laguna azul (The Blue Lagoon)
- 1984: Unidos por el destino (Grandview, U.S.A.)
- 1986: El vuelo del navegante (Flight of the Navigator)
- 1989: La maldita primera vez (Getting It Right)
- 1991: Colmillo blanco (White Fang)
- 1992: Cariño, he agrandado al niño (Honey I Blew Up the Kid)
- 1996: Fiesta de despedida (It's My Party)
- 1998: Sombras de sospecha (Shadow of a Doubt)
- 2005: Mi ligue en apuros (Lovewrecked)
- 2006: Caperucita Roja: El cuento clásico con un toque de magia (Red Riding Hood)

### Productor
- 1964: Orgy Beach Party (cortometraje)
- 1980: La laguna azul (The Blue Lagoon)
- 1991: Regreso a la laguna azul (Return to the Blue Lagoon)
- 1996: Fiesta de despedida (It´s my party)
- 2010: The Nina Foch Course for Filmmakers and Actors
- 2013: Mum, Irresponsible (cortometraje)
- 2013: Rescue Mission (cortometraje)
- 2013: Warzone (cortometraje)
- 2013: Lunch Money (cortometraje)

### Actor
- 1966: Libertad (cortometraje)
- 1981: Ricas y famosas (Rich and Famous)
- 2001: Circuito (Circuit)

## Premios
- En 1978 Kleiser recibió una Nominación al Premio Emmy para su película para televisión The Gathering en la categoría de Outstanding Directing in a Special Program - Drama or Comedia.
- En 1987, recibió una Nominación para los Premios Saturn por la película El vuelo del navegante.
- En 1993 volvió a ser nominado para los Premios Saturn, esta vez por la película Cariño, he agrandado al niño.